# Клиторна качулка
Клиторната качулка още препуциум на клитора (на латински: preputium clitoridis), е гънка на кожата, която заобикаля и защитава главичката на клитора при жената. Тя също така е ерогенна тъкан и допринася за сексуалното удоволствие и възбуда.
Клиторната качулка е образувана от същите тъкани, които формират и препуциума при мъжа. Тя се различава по размер, форма и дебелина при различните жени. При някои тя е голяма и напълно покрива главичката на клитора, а при други – тя не покрива пълната дължина на клитора, като го оставя оголен през цялото време.